# English Bicknor
English Bicknor é uma paróquia e aldeia de Forest of Dean, no condado de Gloucestershire, na Inglaterra. De acordo com o Censo de 2011, tinha 408 habitantes. Tem uma área de 11,95 km².